# Pučenjak
Koordinati:   42°55′44″N, 17°29′47″E
Pučenjak je majhen nenaseljen otoček v Jadranskem morju. Pripada Hrvaški.
Pučenjak leži okoli 1,5 km severozahodno od rta Blace na polotoku Pelješac. Površina otočka meri 0,033 km². Dolžina obalnega pasu je 0,69 km.